# 2019年長榮航空空服員罷工事件

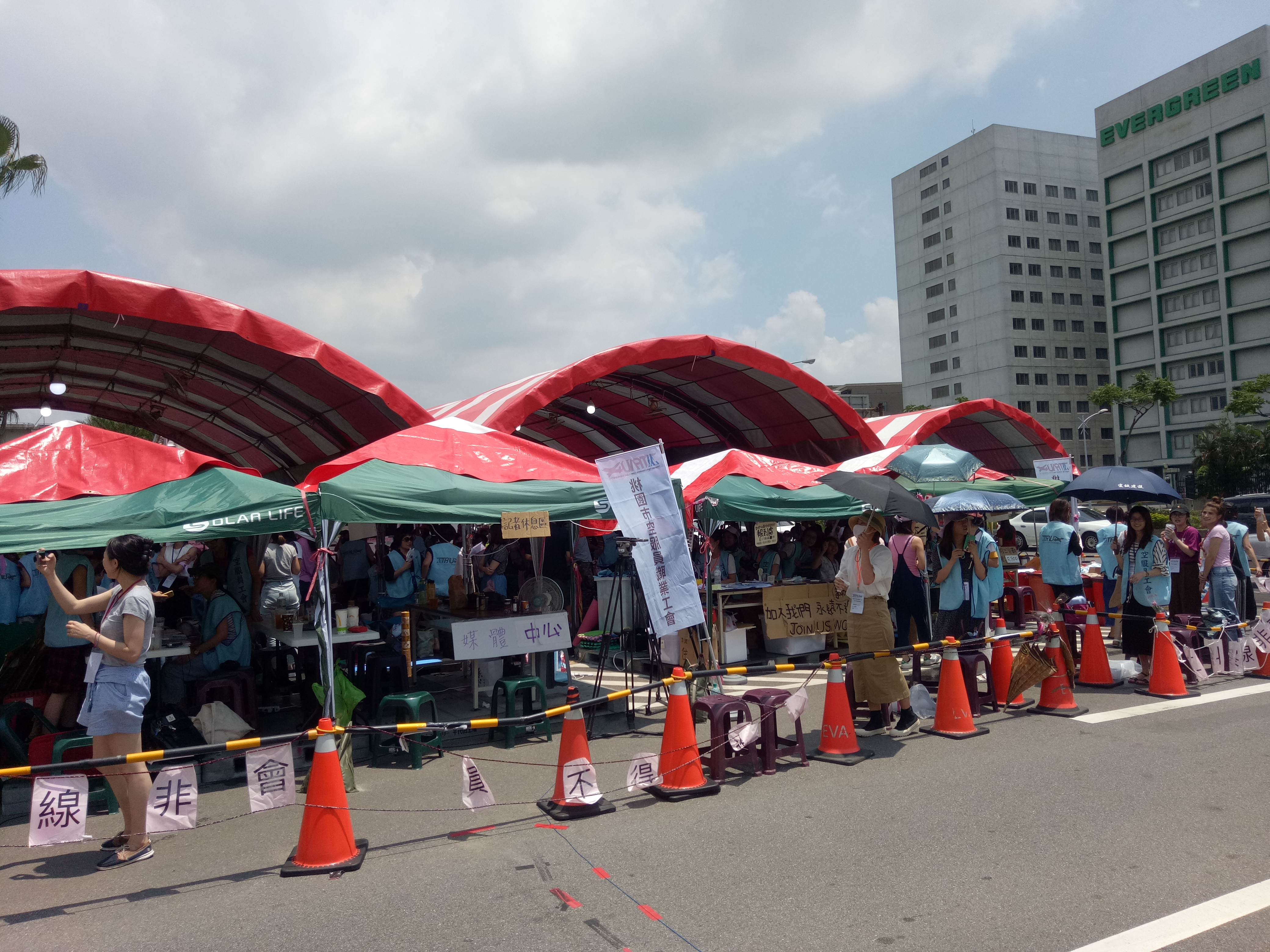
空服員抗爭現場

2019年長榮航空空服員罷工事件是2019年由桃園市空服員職業工會針對長榮航空發起的罷工行動。長榮航空於2019年6月20日對桃園市空服員職業工會所提出的八項訴求進行勞資協商，但因第1項的外站津貼費與禁搭便車條款即沒有共識，會議進行70分鐘後協商破局，因此桃園市空服員職業工會宣布罷工於下午4時生效；由於現場有許多罷工空服員在桃園市蘆竹區南崁長榮航運大樓靜坐抗議，因此阻礙上下班動線，引起員工不滿。罷工期間經歷三次協商，終於在罷工的第17天即2019年7月6日下午17:50簽下團體協議，並結束罷工。但因罷工空服員需歸還長榮航空識別證、中華民國護照、台胞證，所以正式結束罷工時間為2019年7月10日24:00，而長榮航空已於2019年7月20日復飛所有航班。

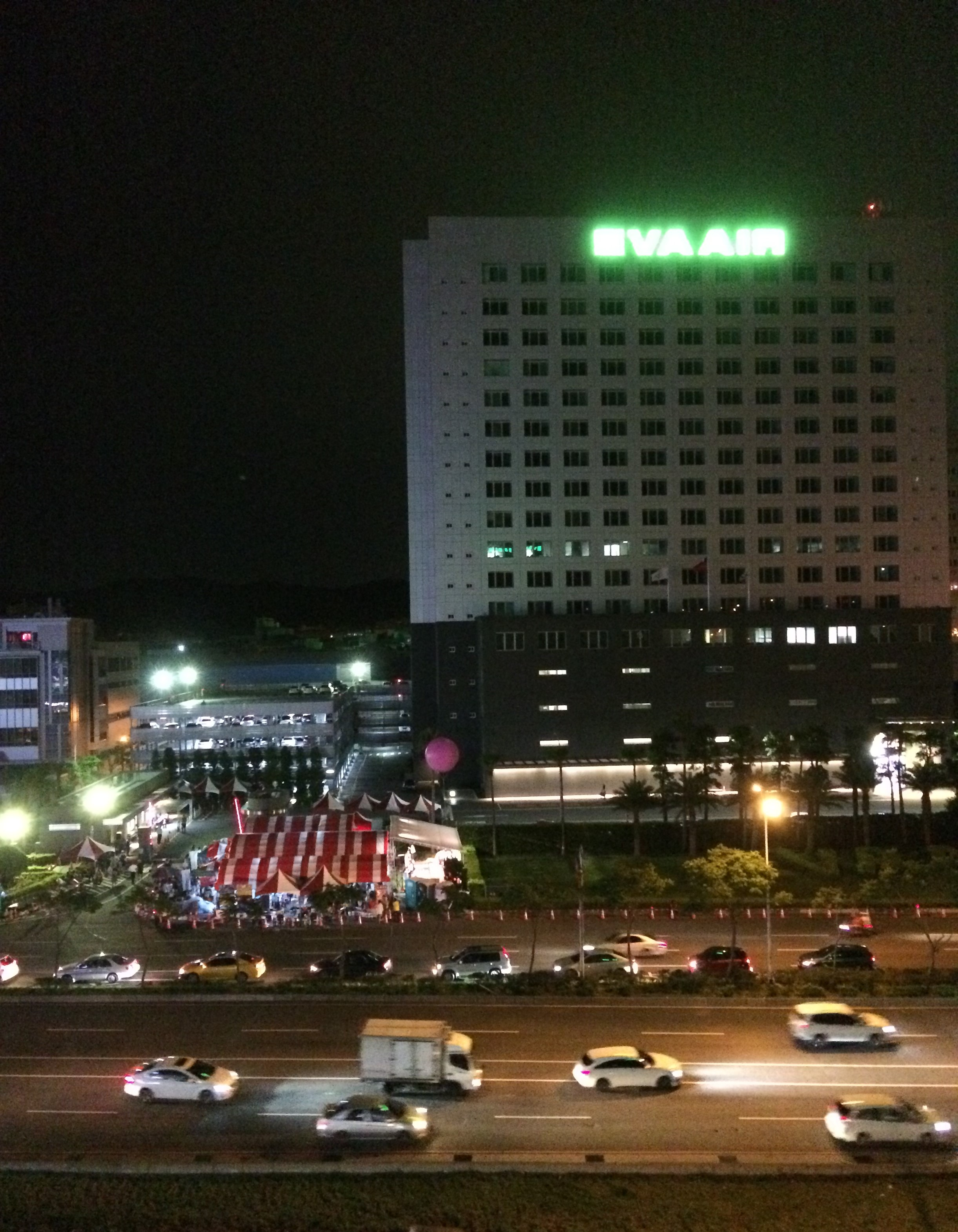
2019年7月6日夜晚，長榮航空總部大樓與罷工現場

### 雙方爭執點

#### 空服員原始八大訴求與長榮回應
|   | 空服員原始八大訴求                                                                    | 長榮航空回應 |
| - | ------------------------------------------------------------------------------------- | --- |
| 1 | 外站津貼費調高至每小時150元(與中華航空相同)，且非會員不得享用調高後的福利             | 若長榮航空空服員滯留於國外，並安排入住飯店，公司皆會提供免費早餐，但中華航空卻不提供;此外，華航的計算時間是從「起飛」計算到「降落」，但長榮航空的計算時間則是從「報到」計算到「報離」，就連準備備品、乘客上下機的時間也都算入，而且長榮每趟還比華航多計算2～3小時，因此外站津貼時薪才偏低。而且長榮近幾年不論是調薪幅度、年終獎金均遠優於華航，也應該一併考量，並願意提供飛安獎金，以增加組員收入。 |
| 2 | 東京、北京、金邊等9條航線改為過夜班執勤                                               | 法規規定，若飛行時間超過10小時才需要外站過夜，但工會提出若單程飛行時間超過3小時就要在外站過夜。 長榮已經同意台北－北京的航線中，一年中有4個月安排為過夜航班;桃園－東京-成田的BR198航線，一年中有5個月安排為過夜航班（5月29日協商後，BR198航線增加為6個月過夜航班）。 |
| 3 | 開放桃空職工參與會員的人評會等懲處機制，並擁有發言及表決權                            | 遭受懲處的員工可以邀請1位陪同代表擔任觀察員，可提供當事人建議，隨時與當事人討論，由當事人在會議中發言。 |
| 4 | 開放勞工參與公司管理，提供必要的經營資訊 在公司董事會中擁有一席代表勞方的「勞工董事」 | 無法同意;但每月會固定開勞資會議，每季工會也與董事長會面，每半年檢討空服員現行班表。 針對勞工董事的部分，資方後續強硬表示絕不退讓 （參見：長榮航空 § 董事會） |
| 5 | 國定假日出勤給付2倍工資                                                               | 長榮航空空服員已有一年116天休假日，加上外站的完整日曆天（00:00~24:00），空服員休息日已達134天。 |
| 6 | 各航班派遣的外籍空服員不超過２人                                                      | 會依照各航線外籍乘客調整各航班台灣籍、外籍組員人數，不應違反平等原則而有台灣籍與外籍差異。 |
| 7 | 給予工會理監事、會員代表會務每月公務假                                                | 同意給桃空職工的理監事（限制名額8位），每年每位可申請25天的公務假。 |
| 8 | 變更空服員現有勞動條件與工作規則應事先與桃空職工協商                                  | 在不牽涉公司的管理權責之下，與空服員工作相關的議題，未來皆可透過與公司建立的溝通平台提出意見，進行溝通 |

### 爭執點補充及背景資料
外站津貼費：中華航空、長榮航空空服員的收入是依照職級計算的底薪，依照飛行時間計算的飛行加給，依照外站停留時間計算的外站津貼費，長榮外站津貼費計算方式則為報到時間到報離時間，長榮報到時間為起飛前的兩小時，報離時間為飛機降落後的一個小時；中華航空外站津貼費則自航機後推計算到航機回本站為止。
過勞航班：工會提出的過勞航班多為飛航執勤時間較長的高時當天來回班，以BR198(桃園-東京成田)為例，報到時間為06:50，08:50從桃園起飛，13:15降落在東京成田，回程BR197(東京成田-桃園) 14:15從東京成田起飛 16:55 降落桃園 17:55 簽退，工時為11個小時又5分鐘(包含起飛前兩小時報到及班機返回後一小時之報退時間);依據勞動基準法第32條規定，延長勞工之工作時間連同正常工作時間，一日不得超過12小時；另依據航空器飛航作業管理規則第37-1條規定，飛航執勤時間不得超過14小時（台北-東京航線屬飛航時間未超過10小時的國際航線）。而長榮空服皆有簽署勞動基準法第84-1條，不受前項勞基法工時之限制，有關工時等相關限制得由勞雇雙方另行書面約定並報請主管機關核備，唯不得損及勞工健康及福祉，且仍須符合航空器飛航作業管理規則之客艙組員飛航限度規定。事實上，主要航空公司之航班配置，亦無類此飛時之區域航線即安排過夜之情況。然而，實務上仍須考量實際執行飛航任務時，遭遇季節性、常態性的超時過勞航班之個案情形，逐一審視檢討改善，而非以成本考量或同業競爭之由，長期忽視機組人員過勞及勞檢罰款頻仍之問題。

## 影響
長榮航空共取消1439班航班、影響逾27萬8420人次，營業損失達27.8億元新台幣。

## 結束罷工恢復過程

### 部分空服員回長榮服勤
長榮航空於罷工期間，持續向組員發出簡訊，表示罷工空服員隨時可返回公司上班。長榮航空表示，陸陸續續收到組員想回來服勤的訊息，不過礙於會受到工會壓力不敢動作，但只要組員繳交委託書，長榮都願意協助替當事人向工會拿回當事人的罷工「三寶」（指護照、台胞證、識別證），但工會宣稱僅有一人領回三寶。

### 復飛航線
隨著罷工空服員歸隊，長榮航空於2019年6月23日(罷工的第四天)，復飛一班台北-峇里島、台北-曼谷疏運旅客，日後將會視旅客需求及空服員報到狀況，再行評估是否復飛其他航班。

### 工會與長榮航空進行非正式會談
28日工會代表常務理事王美心、常務理事李瀅、理事廖以勤、監事黃蔓鈴、會員代表趙婕歡，拿著寫有「空服員的委屈」的信封進入長榮航空和林寶水董事長討論方案。
會談中，工會提出和長榮討論的六大方向給會員投票決定是否繼續罷工。
1. 對參與罷工行動之空服員不秋後算帳之協議，並與桃園市空服員職業工會長榮分會簽訂和平協議。
2. 飛安服勤獎金短班含過夜班一趟來回300元，越洋航線來回一趟500元。
3. BR198、BR108東京航線10月到3月共六個月開放過夜，BR716北京航線6月到8月及4月開放過夜。
4. 每月固定舉行勞資協商會議，每季固定舉行董事長或總經理會議，每半年檢討服務流程及班表規畫。
5. 人評會開放民選教官五名，輪值參與人評會議，占一席陪審委員，具發言表決權，以及一名現役空服員陪同當事人。
6. 給予空服員職業工會理監事共11名（依實際人數為主），每年共25天會務假，會員代表大會由公司協助調整班表。

### 進行結束罷工意向投票
28日晚間10點至29日中午12點工會開始投票，決定是否接受新方案並結束罷工。工會開票後，即在下午3點38分宣布投票結果，同意結束罷工，接受勞資雙方協商出的六大方案。但該次開票過程完全不公開，亦未公布同意與不同意之票數與總投票數。
在記者會後隨即工會代表移動到桃園市政府與長榮航空談判小組就後續簽訂團體協議進行談判，長榮航空參與的主談人為人事室副總經理蕭錦隆以及空服本部副總陸玉娟，同時間工會也要求會員簽屬切結書同意把三寶繼續放在工會保管，直到協商結束才會正式結束罷工。不過，就對禁止秋後算帳等訴求上，長榮和罷工員工分歧甚大，主要爭議點在：
- 工會要求撤回5月8日，長榮航空發出的公告「若發生罷工導致公司獲利大幅下滑，甚至虧損，將暫停年終獎金與年度調薪，並暫停所有員工及眷屬申請/使用員工優待機票暨聯航優惠機票之福利措施，但罷工期間配合公司班表出勤者，則不受此限。」
- 工會要求不追究之18位在罷工當日已經四點前已經完成報到罷飛之空服[16]
- 勞動部劉士豪次長在記者會表示，工會提出的協商版本有超出原先八大訴求的部分，資方是首次接收到這個內容，雙方都需帶回研議。[17]
- 根據桃空職工的記者會指出，長榮要求在增加罷工預告的條款。[17]
- 長榮航空回應針對秋後算帳條款，長榮所提出內容完全比照今年華航機師罷工後，在經主管機關協調磋商下所訂的協議條款。

最後團體協議未能簽訂，空服員將繼續罷工。

### 7月1日長榮回應工會團協訴求
於長榮航空記者會之前，桃空職工也舉行記者會針對爭議部分提出聲明:1.需提早告知公司進行罷工行動 2. 會員皆需四點後才能離開公司 。
現場罷工棚空服更發起一人一信，由工會幹部裝進寫有「董事長　敬啟」的信封，期望董事長能恭敬傾聽她們的心聲。

以下是長榮針對6月29日團協提出的修改訴求：
| 工會訴求                                                                                                   | 長榮回應 |
| --- | --- |
| 參與罷工之會員的權益需恢復至罷工前狀態。                                                                   | 公司5/8公告基於罷工所帶來的衝擊，罷工將取消優待票、年終與調薪措施，影響全體員工以及不秋後算帳;另外，公司調薪與福利之給予，必須綜整考量公司整體營收，與員工對公司營運的貢獻度。 |
| 會員資格、是否參與罷工、是否曠職，均需由工會確認。                                                         | 是否具備會員資格及是否參與罷工之認定，由空服員告知公司即可，；是否曠職應視空服員參與罷工之時間點，是否符合工會罷工通告                                                         |
| 公司不得對參與本次罷工之所有會員、幹部以及協助人員提出法律追訴及求償。                                     | 參與罷工的基層會員，公司不會進行任何懲處 |
| 公司有經勞動部不當勞動行為裁決委員會，認定構成不當勞動行為者，公司同意尊重裁決結果，不再進行後續救濟程序。 | 救濟程序是法律賦予公司的權利，工會要公司概括放棄權利，損害公司及股東利益，公司無法同意。                                                                                       |
| 同意遵守團體協約法第23條之和平義務。                                                                       | 只要是法令規範，公司就會完全遵守。團體協約簽訂之後，本就不得以妨礙團體協約的存在而為爭議行為。                                                                                 |

### 第二次團體協商會議
第二次的協商會議，於7月2日早上於桃園蘆竹區尊爵天際飯店進行，經過馬拉松式的協商到晚間八點於以下項目已有初步共識。雙方約定時間進行第三次協商。
- 27位罷工會員，先以不認定是罷工，也不是曠職，而是改列中性的「空班」，並成立調查小組，由公正第三方對這27人做調查認定
- 工會幹部願犧牲自己的優待機票等相關福利，来換取工會會員恢復福利，但因資方聲明0508條款是獎勵出勤員工未獲資方同意。

### 7月3日非正式協商
本次為非正式協商為勞動部主導，雙方將已經討論好的法律文字以及團協架構，進行細部的討論，安排在第三方非公開地點。

### 7月4日工會針對長榮資方版團協發出聲明
| 長榮團協內容 | 工會發表以下聲明 |
| --- | --- |
| 一、工會確認自X年X月X日至X年X月X日止，不得再發起任何罷工行動。 | 一、本會同意接受和平義務以及遵守團體協議第23條之規定，於團體協議生效期間，工會不會再發起罷工。 |
| 二、工會同意基於大眾生命等重大公共利益，國內航線不得罷工。 | 二、工會同意國內航線不罷工;工會於2019年6月20日宣布發動罷工時，即聲明為確保國人疏運，呼籲長榮航空將可以人力用於國內航線，若長榮航空人力不足使用時，工會願與長榮航空協調人力，以降低對國內航線之影響。 本會為國人基本利益考量之立場不變，並願意對長榮航空公司主動釋出善意，同意離島航線不罷工。 |
| 三、不得對公司員工作出任何希凌、歧視、貶抑或其他任何違法或不當之言行。 不得發表汙衊、詆毀公司、公司經營階層及其員工、股東的不實言論。 工會屬成員及會員違反本條任一約定者，工會應按所屬成員及會員之違約行為數，每行為支付公司懲罰性違約金新台幣50萬元。 不同會員或成員之行為，視為非同一行為。                         | 三、反對拿和平義務之名，行秋後算帳之實：團體協約法23條對和平義務已有明確規範，長榮航空公司卻故意擴大解釋，意圖限縮工會和工人的言論自由。 |
| 四、參考第一點 | 四、長榮航空公司要求工會放棄罷工權，讓工會無力自保、形同割地賠款 |
| 五、工會同意若於和平協議失效後有發動罷工爭議之30日前，對公司、全台旅行社及相關公部門書面通知預告下列事項，否則應就因其未預告罷工而受有損害之人，負擔一切民、刑事責任。預告事項包括：1.開始罷工之具體日期，2.罷工期限，3.退場機制，4.使參與罷工人員回復得提供勞務之狀態所需時間，5. 罷工期間設置封鎖線及糾察線之地點。 | 五、首先，團體協約的效期一般只有三年，但長榮航空卻要求簽署超過團體協約效期、永遠的罷工預告，十分不合理。 |

### 7月5日空服員苦行活動
空服員於7月5日舉行「長榮航橫行，空服員苦行」活動，從清晨五時起，從桃園南崁罷工棚徒步至台北總統府，歷時12小時，共37KM，空服員及桃產總幹部與民眾約50人，向時任總統蔡英文遞交陳情書並獻上繡球花，工會幹部並向總統蔡英文表達空服員訴求「我們要的並不是小英總統為我們爭得利益，只是希望小英總統幫忙監督企業，守護我們的勞動人權，勿讓企業能無視法律及政府，對工會恣意打壓」。但工會為了及時抵達總統府，未依照原申請路線行走，路線突然變更，警方依集會遊行法，對遊行隊伍舉牌警告，最後於下午五時抵達總統府。

### 第三次正式協議
7月6日長榮航空董事長林寶水出面，17:50簽署團體協議。長榮航空放棄上表之第一條、第三條及第五條提議，惟第一條因資方已對工會提告，故仍待法院認定此次為合法罷工行動；第三條職場反霸凌已受《職業安全衛生法》及《刑法》條文約束；第五條罷工預告期未來也有望立法，故此三條資方看似退讓實對資方無太大影響。
但因罷工空服員需歸還長榮航空識別證、護照、台胞證，也希望罷工的組員有一定的休息，因此2019年7月10日24:00才正式停止罷工。

## 最終團協文字
一、和平協議
(一)長榮航空對工會及其會員就本次爭議行為，對長榮航空符合法律所定爭議行為之言行，長榮航空予以尊重;另需遵守工會法、勞資爭議處理法及中華民國相關法律，並不會對工會及其會員有違反工會法、勞資爭議處理法。
(二)工會同意國內航線不得罷工。
(三)工會承諾於團體協議生效期間(108年7月6日起至111年7月5日止)不得再發起罷工行動;但經中央主管機關裁決認定違反工會法第35條、團體協約法第6條第1項規定者，不在此限。
(四)針對「機上服務流程未變更之前提下，減派組員政策」與「外站班型曆日或經常性過夜班型休時少於現狀」之議題，長榮航空同意與工會協商。
二、飛安服勤獎金
除「長榮機隊國內航班、立榮機隊國際/國內航班」外，自109年1月1日起，對於依公司排定班表值勤(OPR)之客艙組員，核予來回一趟次飛安服勤獎金。來回航程中有一趟非值勤(PNC)航段，則該來回航班之飛安服勤獎金折半發給：
(一)短途航線之飛安服勤獎金為新台幣300元整。
(二)越洋航線之飛安服勤獎為新台幣500元整。
長榮航空之國內航班，以及立榮航空之國際/國內航班的飛安服勤獎金，公司會同步考量機隊航線屬性、服務流程及排班特性等因素，以公平合理原則另行制定相符的飛安服勤獎金，實施日期比照長榮機隊。
三、航班優化方案
雙方同意自本協約簽訂日起，將改善以下航班：
(一)BR198、BR184桃園-東京航線，10月~3月(共計6個月)改為過夜班。
(二)BR108高雄-東京航線，10月~3月(共計6個月)改為過夜班。
四、會務假協議
長榮航空同意簽定本協約日起，給予工會長榮分會理監事，每年共25天會務假;工會召開會員代表大會(每年五次以內)時，長榮航空於人力許可之情形下，將協助調整會員代表之班表。工會同意理監事會務假及會員代表班表調整之申請，應至遲於事實發生日之前一個月15號前，以書面行文甲方。
五、勞資交流互動
(一)自108年10月1日起，長榮航空每月定期與工會長榮分會理監事或會員代表舉行勞資協商會議。
(二)工會長榮分會理監事或會員代表每季固定與董事長或總經理會面晤談。
(三)雙方每半年溝通服務流程、班表規劃與工會宣傳方式。
(四)雙方同意上開代表出席前揭會議時，會務假之核給併入前條會務假總天數計算。
六、人評會程序事項
(一)自109年1月1日起長榮航空人評會具發言權及表決權之人評委員，增加一席空服教官代表，由全體客艙組員共同選任五名教官輪流擔任。甲方如對客艙組員召開人評會議時，受評當事人可自行邀請一位具甲方在職客艙组員陪同參加人評會議，但該陪同人員不具發言權及表決權。

(二)針對五名教官選任程序，甲方會以公開透明之方式為之，並徵詢複數工會之意見。

## 爭議

### 罷工首天糾察線設置
- 罷工首天，空服員職業工會於長榮南崁運航大樓大門設置糾察線，因越入長榮航空廠區而有違反行政院勞工委員會１０１年８月２０日勞資３字第１０１０１２６７４４號令的內容"雇主的營業處所中的緊臨區域設置罷工糾察線"之虞，且阻擋主要出入口大門，車輛無法進出，包含阻斷載送組員的大型遊覽車進出動線，雙方於現場有多次爭執。現場罷工空服員在抗議，現場有職員引導員工下班動線。
- 現場動線在當下為票務辦公室側邊可以供人行走的走道，因長榮南崁園區還有後門可以供小型車輛進出，工會主張內勤可從車輛可從後門進出正常上下班，而有所爭執。[25]。政大法律系林佳和教授，表示採德國法見解認為罷工糾察線得組織人牆進行和平勸說，但對於要進入工作場所的其他勞工或第三人，不得以「不相當之方式」限制進出可能，並提出有名的留有「三公尺」通道屬於合法的見解。[26]

### 空服、地勤內鬨
- 罷工首日有長榮內勤、地勤員工站在公司大樓朝罷工組員叫囂辱罵「婊子」，甚至還對著罷工空服員潑水、比中指，挑釁行為被錄影放上網路，引發爭議[27]。

- 針對空服員罷工，有長榮公司的內勤、地勤認為，空服員們根本是「公主」，罷工行動不但有外力介入，公主們還自我膨脹、拉著同事陪葬，在勞資雙方先進行「戰爭」前，勞方恐先自損戰力，有長榮航空內勤人員就抱怨「那群公主（空服員）只有想到他們自己、就他們最重要」。事實上，空勤與內、地勤矛盾由來已久，但空服員工會強勢介入，把「長榮的空服員變成工會的空服員」，透過洗腦空服員，完成對長榮航空發動罷工目的，是點燃怒火主因。[28][29]

- 隨罷工時間拉長，相關話題持續延燒，有一名長榮地勤在罷工現場高喊：「不爽做我來做！」，怒批罷工空服員，不爽做回家當媽寶，引發各界討論。對此有位長榮空服員發文諷刺該地勤長相，表示看到媒體將該名地勤稱為「正妹」感到訝異，揶揄她「照鏡子吧！你以為你這張臉能考上空服員嗎？」、「現在什麼牛鬼蛇神都能叫正妹」。這則空服員批評地勤外表的貼文被轉發到PTT論壇後，立即引發網友熱議紛紛留言，「外表長得漂亮，內心卻是醜陋」、「其實大部分濃妝正妹都長一樣」、「到底憑什麼罵別人外表」，也有網友表示「其實大家都會評論別人長相」、「正常吧！就算不是空服員也會」。[30]該名空服員事後也發了一篇道歉文，只是似乎還是嗆聲意味濃厚：「帶有情緒的字眼，僅代表我個人，謝謝大家的指教，狗咬我我不應該咬回去，是我失言了。」[31]

### 長榮提吿工會
- 長榮航空於罷工第二天，即是2019年6月21日針對桃空職提出非法罷工損害賠償訴訟，以工會理事長及全體理監事作為被告，求償每天新台幣3400萬元。[32]

### 長榮與華航的待遇
- 一名長榮航空的空服員公開中華航空與長榮航空的待遇對比打臉勞方。原PO在Dcard公開一張長榮航空與中華航空空服員待遇比較圖，華航僅「外站津貼費每小時 150 元」優於長榮，其他包括外站津貼費計算方式、外站休時、飯店是否提供早餐、年終獎金和調薪制度等，以及員工福利等皆是長榮較優。而在直播影片流出後，工會代表們面對為何需要將日支費提高到每小時150元，引來不少質疑，網友更表示難怪之前都不敢直播。
- 空服員的薪資主要是由底薪，飛行加給以及日支費(華航為外站津貼)三種組成，事件爭議主要來自於外站津貼費的計算方法，中華航空外站津貼是自航機後推計算到航機回本站engine shut down之間的時間做為計算時數，而長榮則是報到到報離時間作為計算標準，在時間計算中，同樣的計算標準當下，長榮會多出三個小時，起飛前兩小時報到以及降落後的一個小時。這樣的計算基準當下，越長的航班華航計算對勞方比較有利，短班則是長榮計算比較有利。

### 許銘春慰問罷工空服員
- 勞動部長許銘春6月22日晚間前往長榮罷工現場探視，準備食物、雨衣慰問現場空服員的身體狀況；不過，勞動部的舉動引發不同的聲音，勞動部臉書粉絲專頁自當日晚間起被許多留言洗版，留言希望許銘春也要注意其他正堅守崗位、收拾殘局的長榮航勞工。[33][34]

### 工會團結晚會
- 2019年6月23日工會於罷工棚舉辦工會團結晚會，工會號稱有上千人參與。會員代表胡曉萱於晚會中爬上三層樓高的升降平台，並且表示「今天我上高空抗爭，我覺得自己很幸運，因為我比大家更接近天空一點，我知道大家都願意飛，工會幹部承諾，絕對要帶著大家，有尊嚴地回到天空！從現在開始，我會一直待在這個平台，直到罷工結束。」[35]此舉引發長榮航空及警方高度緊張，連絡其家屬及消防局等單位了解其安全性。[36]部分現場參與罷工之空服員亦對工會作法感到不諒解。該升降平台於隔日凌晨降下，升降平台之租借業者因擔心危險也於隔日收回設備不續租。[37]

### 2018巴黎大雪事件
- 因有媒體報導，2018年2月7日長榮航空BR88航班從巴黎到台北航班，因巴黎地區自2月6日晚間急降大雪，至2月7日上午組員預計退房前，道路積雪深厚，巴黎市規定7.5噸以上的大型巴士禁止進出，19名機組人員冒雪提著大小行李搭地鐵換火車，非常辛苦的趕往機場卻被公司註記航班延誤原因為「機組人員遲到」導致班機延誤[38]。
- 長榮航空回應，飯店當日無法尋得計程車搭載組員前往機場。在非常緊急且萬不得已之情況下，機長及事務長仍展現出高度的敬業精神，帶領前、後艙組員搭乘地鐵前往巴黎戴高樂機場，讓此航班順利返台，[39]此航班組員事後均受到公司記功獎勵。[40]

### 18名空服員報到後退關罷工
- 桃園空服員職業工會於2019年6月20日宣布當天下午4點起正式罷工後，2019年6月25日傳出該日已有18名空服員在報到之後亦已進入候機大堂，但於罷工開始時要求退關參與罷工，導致班機延誤。 長榮航空則證實，已經將18人列曠職處理，將進行調查，若查證屬實，將依規定予以懲處。[41][42]
  - 影響航班 6月20日 BR871(桃園-香港) 14:40 報到 16:40從桃園起飛  延誤至17:32起飛。

- - 影響航班 6月20日 BR722(桃園-上海浦東) 14:30 報到 16:30從桃園起飛  延誤至18:55起飛。
- 根據媒體報導部分組員在四點前抵達機場，在空橋上等候至罷工時間並拒絕登機，此案民航局也針對此案依照報到以及抵達機場的時間進行調查。[43]同時長榮航空與6月30日的媒體報導中指出，空服員在罷工當下，旅客尚未登機。[44]
- 29日媒體報導，長榮航空證實在18個空服當中，有三名已經復職。[45]
- 7月1日工會記者會，除了上述18人以外，還有其它因為地面訓練勤務或其他勤務總共合計24人被長榮註記為曠職。長榮也於稍後的記者會確認這個事件，但人數為25人。[46]
- 此次爭議事件主要是在討論，航空器飛航作業管理規則（AOR）中第 188 條  「乘客登機與離機時，航空器使用人應留置符合第一項規定之客艙組員於客艙內執行安全相關事宜。」

### 組員領取三寶程序
- 6月27日，長榮公司控告工會幹部危害護照條例扣留委託人護照，並行文外交部協助辦理新護照。
- 7月3號工會下午舉行記者會指出，領回三寶數量只有113份，並非外界媒體傳聞的400份。受理的台灣保全也受到外界壓力，對工會提出解除契約的要求。
- 領事事務局局長陳俊賢7月4日表示，目前為止已經處理了18本護照的案件，因現行規定必須向警察機關完成報案，才能向申辦新護照。如果是遺失護照為由要申辦新護照，這理由是不能成立，一定要完成刑事報案，長榮空服有19人完成刑事報案，來辦理護照有18個人，這些人提供的資料完備，也有警察機關的刑事辦案單，領務局按規定發放18本護照。
- 領回三寶的復飛流程：

1. 先至罷工現場表達退出罷工意願，不得委託辦理。
2. 經過工會幹部及學姊的"道德勸說"20分鐘。[來源請求]
3. 領取號碼牌等待電話叫號，約兩天時間。
4. 叫到號後去現場填申請單。
5. 申請單審核通過後要等兩個工作天，說是要等保全公司送件，但保全公司六月底即已解約，七月起三寶就是工會保管。
6. 退出罷工者已明顯違反工會罷工守則第1條，將由會員代表大會決議除名辦理。

### 工會幹部恐嚇霸凌退出罷工之成員、揚言對機長餐飲動手腳
- 2019年7月7日，勞資雙方簽定團協後一日，工會幹部郭芷嫣於Line群組對話中發表霸凌言論，對於在罷工中途「落跑」的空服員頗有不滿，指出「我一定電啊，我們在外面曬17天，爭取到的他們都有欸」，還說「不電落跑的電誰」，數度強調「沒交三寶的就算了」，「中途跳船的，電爆」，「80列車，已啟程」（80音同霸凌）等言論[48]。還揚言將在反對罷工機師的entree（主餐）上「加料」[49]，隨後工會發表聲明是遭到IT高手盜圖變造對話內容[50]。
- 2019年7月8日，長榮航空表示因內容涉及飛安問題，其中涉及霸凌及在機長食物中「加料」等對話內容，嚴重影響飛安疑慮，因此於晚間向警方報案[51]，警方介入調查後，工會幹部郭芷嫣立刻於桃園市空服員職業工會臉書發表道歉聲明，承認該爭議言論為自己發表之玩笑話，但仍被長榮航空以涉及飛安為由，暫時轉調地勤並啟動內部調查機制[49]。
- 2019年7月9日，警方已正式依「違反民用航空法」規定立案，桃園地檢署也指派檢察官專責調查，檢警表示，郭女行為涉及民用航空法第101條規定，「以強暴、脅迫或其他方法危害飛航安全或其設施者，處七年以下有期徒刑、拘役或新台幣90萬元以下罰金」郭女行為若涉未遂犯，依民航法規定「未遂犯罰之」，最輕可處90萬元以下罰款，不過結果仍將視郭女到案說明釐清後，檢察官將再具以論處[52]。
- 2019年7月11日，長榮航空召開人事評議委員會討論決議，認為郭姓空服員的言行已明顯違反公司客艙組員管理辦法相關規範，對公司員工有職場上不法侵害的可能，更涉犯民用航空法及刑法之相關規定，違規情節重大，因此予以免職處分。[53]

### 機師揚言送「特別餐」給反對罷工者
- 一名在長榮服務超過12年、擔任機長7年的朱姓機師在罷工期間於臉書留言：「我辛苦的妹妹們，現在抨擊你們的人，都記下來，以後記得有special meal（特別餐）要送上」。長榮航空於7月9日召開紀律評議委員會，因朱姓機長已經嚴重違反公司機師管理辦法，包括擅動他人企圖加害公司員工、傳播挑釁言詞製造恐慌，其行為已經嚴重危害飛安，並考量其心態已不適合飛行勤務，經紀律評議委員會討論後給予兩大過以及免職處分[54]。

## 罷工與反罷工民意調查
- YAHOO! 奇摩新聞6/24~27的民調則有近7萬4千人參加，19.3％網友支持罷工、58.9％網友反對罷工[55]
- 聯合新聞網的投票箱有近8萬人參加，支持罷工的超過2萬人次、反對罷工的約5萬7千人次[56]
- 源大數據透過全媒體數據監測探勘平台 uMiner 來看，32.1％網友支持罷工、66.8％網友反對罷工[57]

## 各界反應

### 中華民國
- 6月20日，長榮航空空服員在下午4時啟動罷工

- 6月22日，交通部部長林佳龍於當天清晨從友邦貝里斯返抵桃園機場，也在當下表示希望罷工事件務必要對旅客跟航空的衝擊降到最低，同時體恤勞資雙方都很辛苦，也期待儘快回到談判桌，能夠縮小差異，能夠形成共識[58]

- 6月23日，北中南旅行商業同業公會共同召開記者會，譴責桃園市空服員職業工會突襲式罷工，造成旅客權益受損，有綁架社會大眾之嫌；對此將在6月25日上街頭「反罷工」，以表達對突襲式罷工的不滿。另提醒消費者留存單據，以利日後求償事宜。[59]桃園市空服員職業工會6月23日下午在粉絲專頁上發表聲明，開頭便向因為罷工而受到影響的地勤和旅客道歉，也提及幹部們到桃園機場向地勤們鞠躬致歉，呼籲大眾「希望不要有責怪地勤的現象發生」。工會表示，與長榮航空進行2年多均無法達成共識才啟動合法罷工程序，並表示若有需要抒發的情緒，不要針對現場的地勤同仁[60]

- 6月24日，長榮航空罷工第5天，空服員職業工會當晚說，8大訴求都可談，較具爭議的勞工董事及禁搭便車條款也可以有其他對案；長榮航空表示，勞工董事及禁搭便車條款不會讓步[61]
- 6月30日，旅行商業同業公會提出三點訴求，包含長榮應負完全責任，對消費者及旅行社的損失，做到實支實付的賠償，以及要求罷工預告期修法[62]
- 7月2日，長榮航空空服員罷工第13天，桃園市空服員職業工會在下午7點至9點於臺北市凱達格蘭大道舉辦「一起陪長榮空服罷工 Fight for EVA Strike聲援之夜」活動[63]

## 外部連結
- 罷工事件說明 - 長榮航空（页面存档备份，存于）
- 旅遊與航班訊息 - 長榮航空（页面存档备份，存于）
- 桃園市空服員職業工會的Facebook專頁
- 桃園市總工會（页面存档备份，存于）